# Responsabilidad objetiva
La responsabilidad objetiva es un tipo de responsabilidad civil que se produce con independencia de toda culpa por parte del sujeto responsable. Si la responsabilidad subjetiva se funda exclusivamente en la existencia de culpa por parte de un sujeto, la responsabilidad objetiva no exige tal requisito. 

## Derecho civil
Por ejemplo, en el caso de que el Código Civil de un estado permita exigir indemnización al propietario de un árbol por los daños causados por la caída fortuita de una rama del mismo sobre la cabeza de un transeúnte, incluso en el caso en el cual el propietario haya sido diligente y podara frecuentemente el árbol, se dice que su responsabilidad es objetiva.

## Derecho penal
La responsabilidad objetiva o responsabilidad por la mera producción del resultado se encuentra prohibida en el derecho penal occidental: este principio unánimemente aceptado debido a "los principios liberales del nullum crimen sine culpa, esto es, que no puede haber responsabilidad penal sin que haya existido dolo o culpa, entendida esta como una violación al deber de cuidado".